# Лукищина
Луки́щина — село в Україні, у Терешківській сільській громаді Полтавського району Полтавської області. Населення становить 165 осіб. До 2017 орган місцевого самоврядування — Заворсклянська сільська рада.

## Географія
Село Лукищина знаходиться на лівому березі річки Ворскла, вище за течією на відстані 2,5 км розташоване село Безручки, нижче за течією примикає село Головач, на протилежному березі — село Квіткове. Річка в цьому місці звивиста, утворює лимани, стариці та заболочені озера. Село оточене лісовим масивом (сосна).

## Населення

### Мова
Розподіл населення за рідною мовою за даними перепису 2001 року:
| Мова       | Кількість | Відсоток |
| ---------- | --------- | -------- |
| українська | 156       | 94.54%   |
| російська  | 9         | 4.46%    |
| Усього     | 165       | 100%     |

## Історія
Датою заснування села можна вважати 1691 рік, коли гетьман Іван Мазепа видав універсал з дозволом полтавському полковнику Федору Жученку "перевести на жительство тех кто пожелает из других мест".[джерело?]
- 12 червня 2020 року, відповідно до розпорядження Кабінету Міністрів України № 721-р «Про визначення адміністративних центрів та затвердження територій територіальних громад Полтавської області», село увійшло до складу Терешківської сільської громади[2].
- 19 липня 2020 року, в результаті адміністративно — територіальної реформи та ліквідації Полтавського району(1925—2020), село увійшло до складу новоутвореного Полтавського району[3].

## Скарб Римських денаріїв
Навесні 1942 р. при оранці в ямі, вимитої весняними водами, на лівому березі р. Ворскла, в урочищі «Біля Спінжаря» на південь від с. Лукіщина був знайдений скарб римських срібних денаріїв. Монети, покриті окислами, і фрагменти горщика виявлені дітьми Іваном Черкаським і Федором Сабадашем. У Полтавський музей доставлені 953 римські монети та 12 фрагментів стінок розбитого сіро-глиняного горщика з лощеною поверхнею. Горщик, виготовлений на гончарному крузі і прикрашений заглибленими лініями, належить до кераміки Черняхівської культури.